# Cypria pseudocrenulata
Cypria pseudocrenulata är en kräftdjursart som beskrevs av N. C. Furtos 1936. Cypria pseudocrenulata ingår i släktet Cypria och familjen Cyprididae. Inga underarter finns listade i Catalogue of Life.